# Chorthippus rubratibialis
Chorthippus rubratibialis är en insektsart som beskrevs av Schmidt, G.H. 1978. Chorthippus rubratibialis ingår i släktet Chorthippus och familjen gräshoppor. Inga underarter finns listade i Catalogue of Life.